# Plug In Baby
A "Plug In Baby" egy kislemez az angol Muse zenekar második albumáról, az Origin of Symmetry-ről. Ez volt az első kislemez, amit a zenekar a lemezről megjelentetett. A kislemez Egyesült Királyságban 2001. március 5-én jelent meg CD formátumban, de forgalomba került egy két CD-s változat is kiegészítve egy limitált példányszámú 7"-es vinyl-lemezzel. A dal szerepel a Hullabaloo Live DVD-n és az Absolution DVD-n is. A lemez borítójának rajzán három idegen lény látható.
Közszájon forog egy olyan értelmezés, miszerint a dal igazából a hamisság és a teljes megtisztulás visszatérő motívumával Matt Bellamy pornó-függőségét énekli meg. Szólhat ugyanakkor a szeretetről is, ami az elektromos gitárjához fűzi, amit csak be kell dugnia és már játszhat is, hogy bebizonyítsa minden kritikusának, hogy tévednek (keresztre feszíti ellenségeim). Bizarr módon, ahogy Matt Bellamy kijelentette egy interjú során, a dal szólhat olyan géntervezett kiskutyákról is, amik örökké fiatalok maradnak.
A dal felmagasztalt indító gitártémája szinte azonnal felismerhető, hála az emelkedő hármas motívumnak, ami átmegy egy egyedi természetes moll skálába. Ez a megoldás az 5. helyre juttatta a dalt a Kerrang! magazin 50 legjobb riffet bemutató listájában.
A B-oldalas "Nature_1" szerepel a Hullabaloo Soundtrack album B-oldal gyűjteményén.

## Számlisták

### CD 1
1. "Plug In Baby" – 3:40
2. "Nature_1" – 3:39
3. "Execution Commentary"
4. "Plug In Baby Video" – 3:40

### CD 2
1. "Plug In Baby" – 3:40
2. "Spiral Static" – 4:43
3. "Bedroom Acoustics" – 2:34

### 7"-es vinyl
1. "Plug In Baby" – 3:40
2. "Nature_1" – 3:39

### Francia CD kiadás
1. "Plug In Baby" – 3:40
2. "Nature_1" – 3:39

### Japán CD kiadás
1. "Plug In Baby" – 3:40
2. "Nature_1" – 3:39
3. "Execution Commentary" – 2:28
4. "Bedroom Acoustics" – 2:35

### Holland CD kiadás
1. "Plug In Baby"- 3:40
2. "Nature_1" – 3:39
3. "Spiral Static" – 4:43
4. "Plug In Baby" – Video

### Német CD kiadás
1. "Plug In Baby" – 3:40
2. "Nature_1" – 3:39
3. "Execution Commentary" – 2:28
4. "Spiral Static – 4:43
5. "Bedroom Acoustics" – 2:35

## Külső hivatkozások
- A Muse hivatalos weboldala
- Plug In Baby @ youtube.com
- A Plug In Baby dalszövege